# Dea Madre di Turriga
La Dea Madre di Turriga è una statuina volumetrica cruciforme in marmo bianco levigato alta 44 cm, larga 19,2 cm e spessa 6,95 cm risalente al Neolitico recente (V-IV millennio a.C.) e appartenente alla Cultura di Ozieri.
È considerata l'esemplare più grande e meglio conservato di statuina raffigurante una divinità femminile ritrovato in Sardegna fino ad oggi.
Caratterizzata da naso e seni pronunciati, secondo gli esperti rappresenterebbe una giunonica Madre Terra.

## Storia
È stata rinvenuta fortuitamente nel 1935 da un contadino in Sardegna a Senorbì, Località Turriga, ed è esposta al Museo archeologico nazionale di Cagliari.

## Galleria fotografica

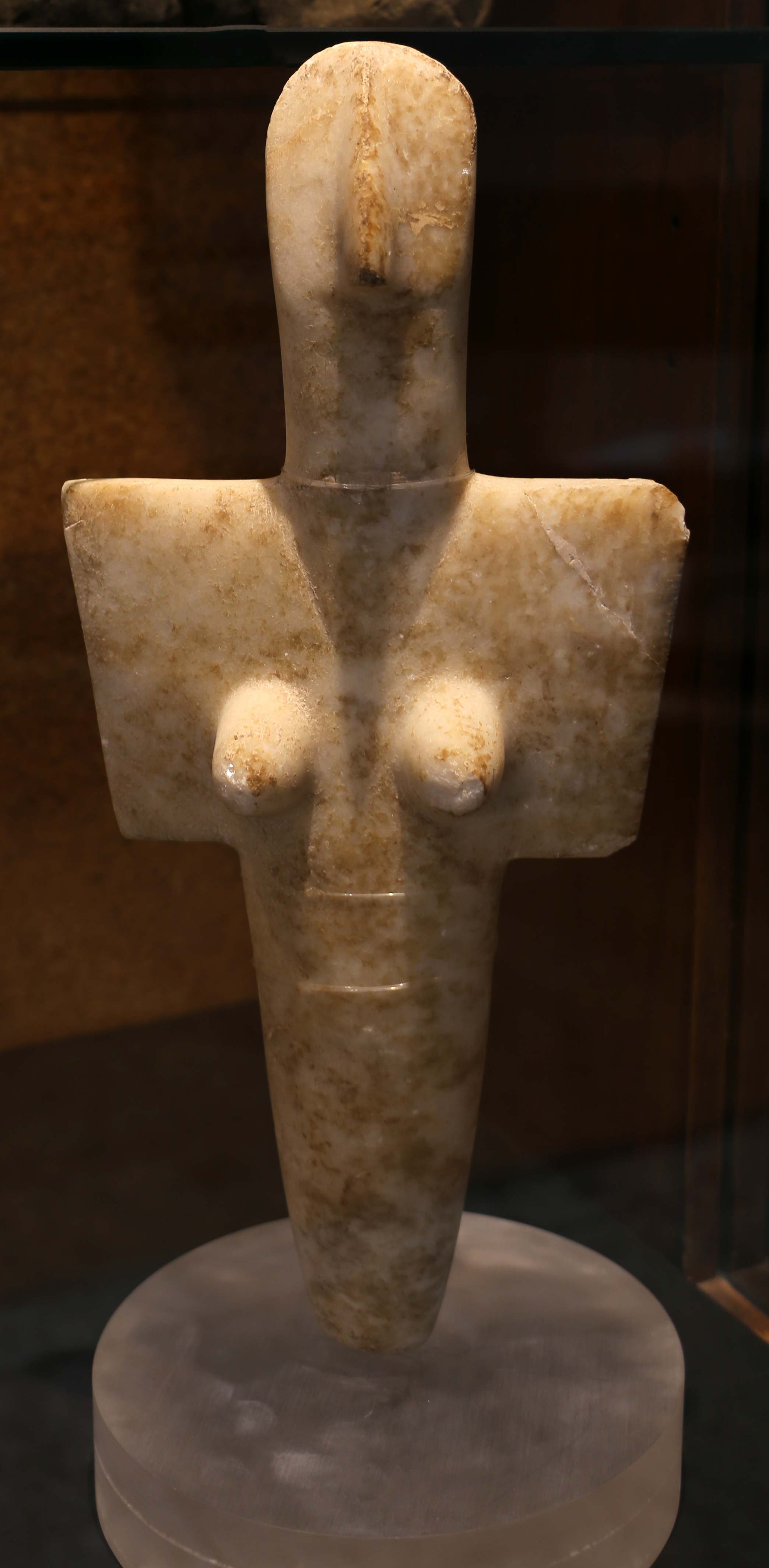

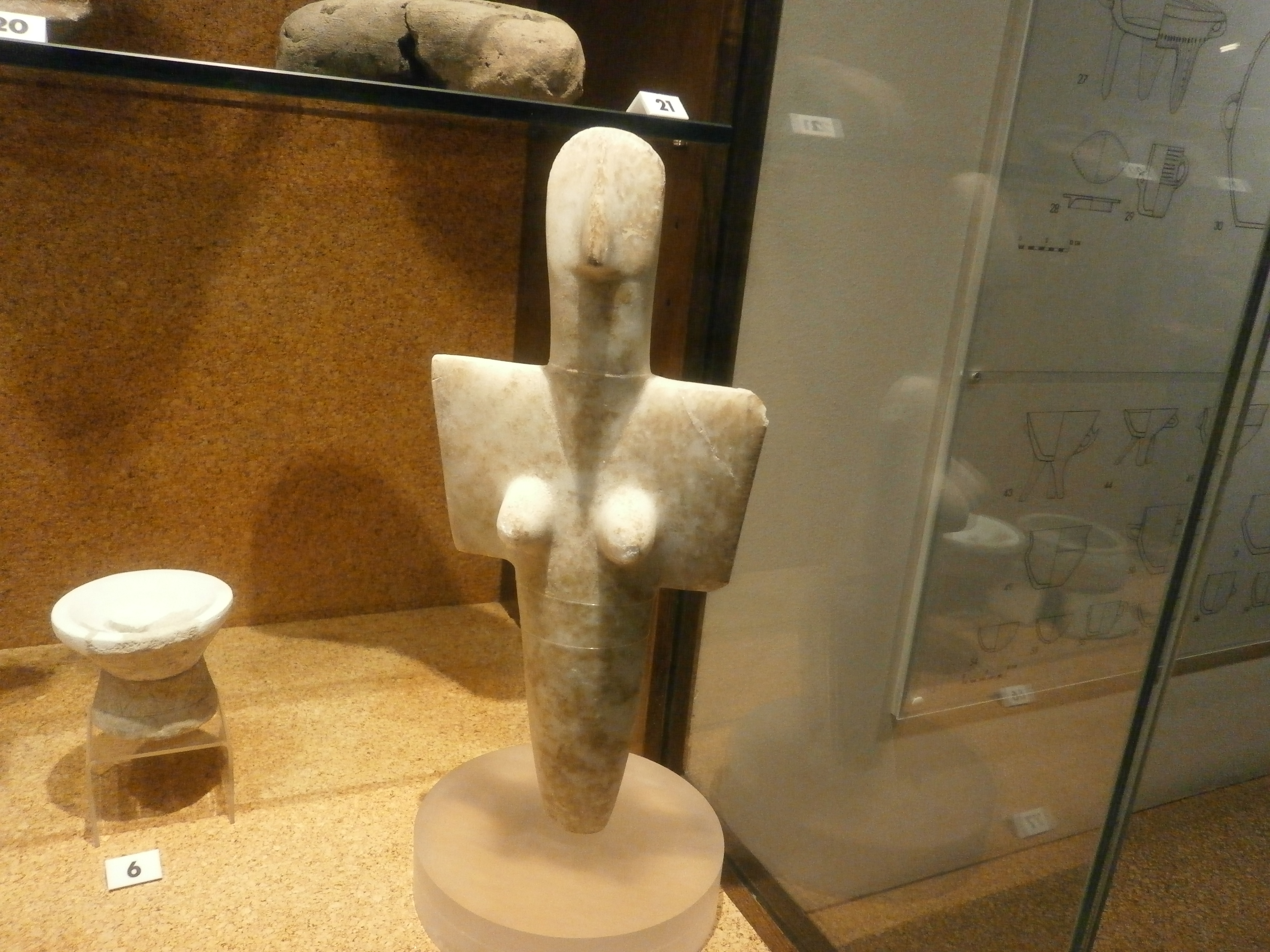